# ボーフォート海

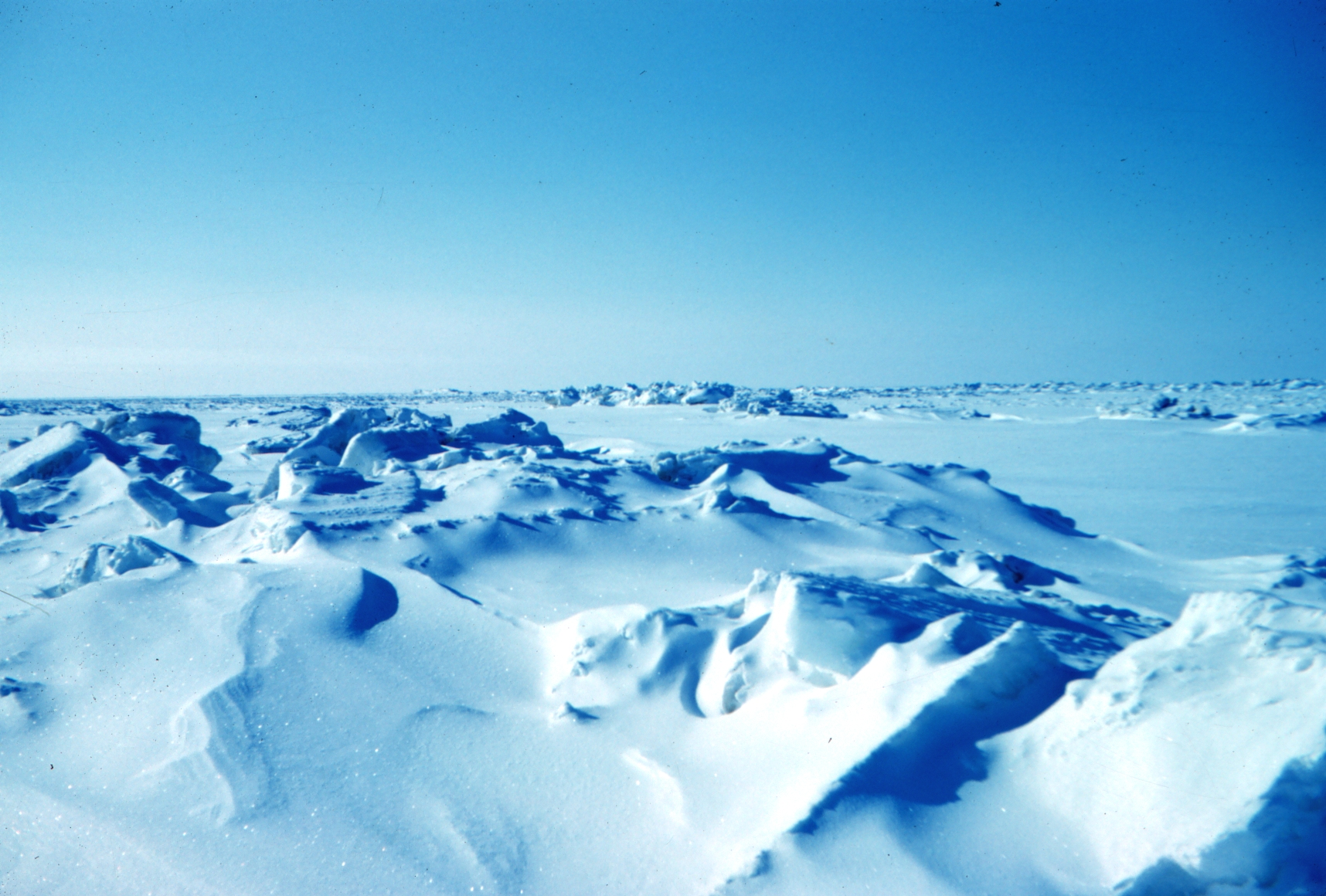
ボーフォート海

ボーフォート海（英: Beaufort Sea）とは北極海の一部で、カナダのノースウェスト準州とユーコン準州、北極諸島、アメリカ合衆国アラスカ州に面した海。名称はアイルランドの海洋学者フランシス・ボーフォートに由来する。

## 概要

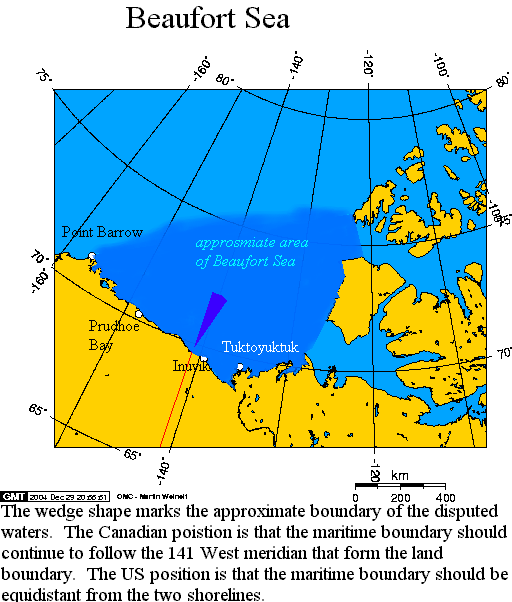
ボーフォート海の範囲

北西の境界はアラスカのバロー岬とプリンスパトリック島の端を結んだ線と定義されている。面積は約476,000km2。一年の大半は海が完全に凍り、北部を海氷が覆う。水深は他の北極海の縁海と違って深く、最深4,683 mに達する。

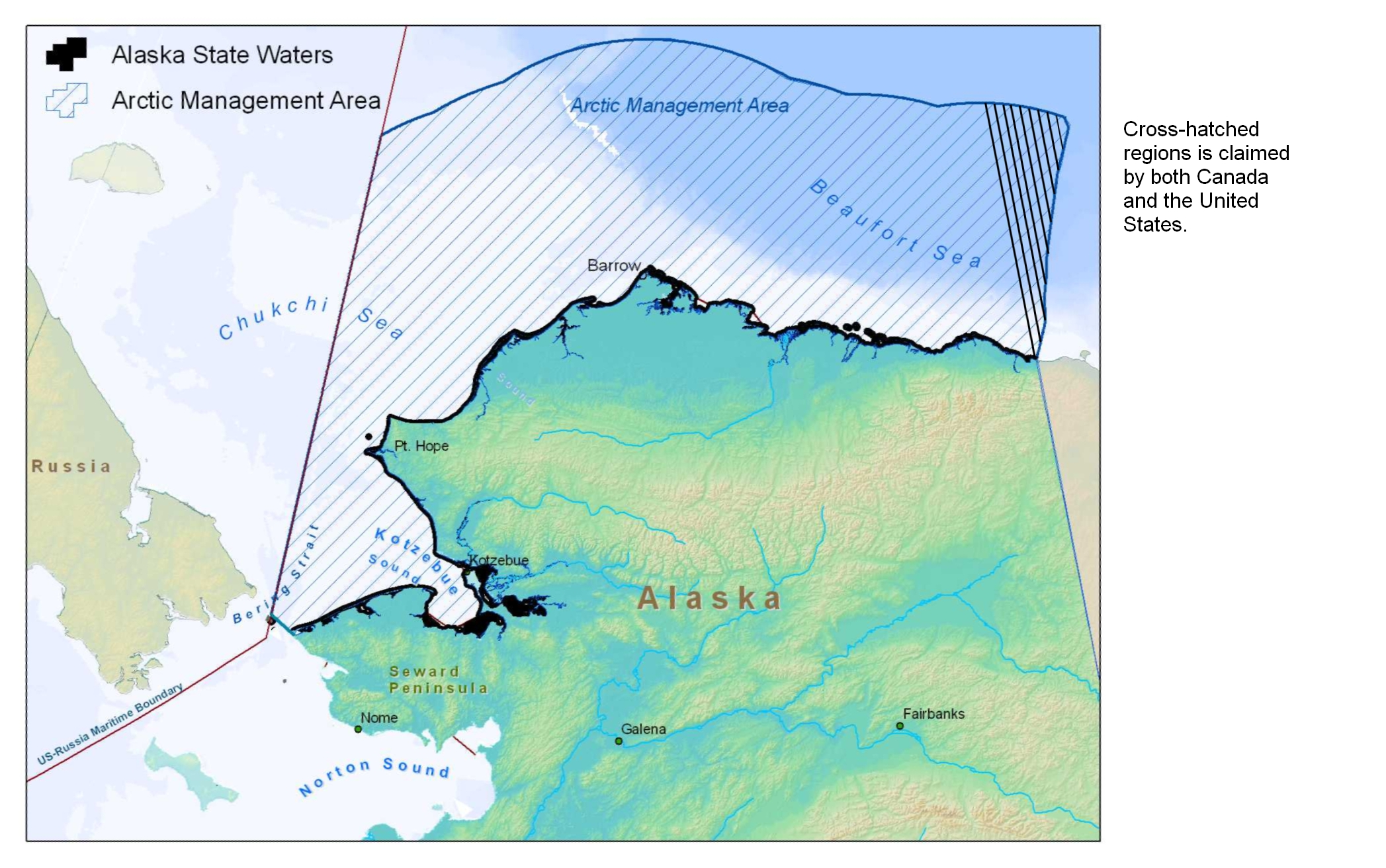
二重斜線部がEEZ紛争海域

カナダ・ノースウエスト準州を北流するマッケンジー川やアンダーソン川が注ぎ、鯨と海鳥の重要な生息地である。北西航路と呼ばれる大西洋・太平洋間の最短航路が通るが、一年の大半を海氷に覆われるため、商業航路としては使用されていない。一方、アラスカ・ノーススロープ沿岸には豊富な石油資源が海底下に眠っていることから1960年代に石油探査が始まり、1977年にはプルドーベイ油田で石油採掘が開始された。未開発のエリアはアラスカ国家石油保留地となっている。また、マッケンジー川が注ぐカナダ海域でアモーリガク油田 (Amauligak) が発見されたが、生産開始に至っていない。
アメリカ合衆国とカナダの間で経済水域の境界問題があり、採掘の障害となっている。アメリカ合衆国は海岸からの等距離方式を主張し、カナダ側はアメリカ（アラスカ州）・カナダ陸上国境の西経141度線を延長した線を主張している。紛争海域の面積は21,000平方キロメートル以上となる。